# ثلاثة أجيال لحقوق الإنسان

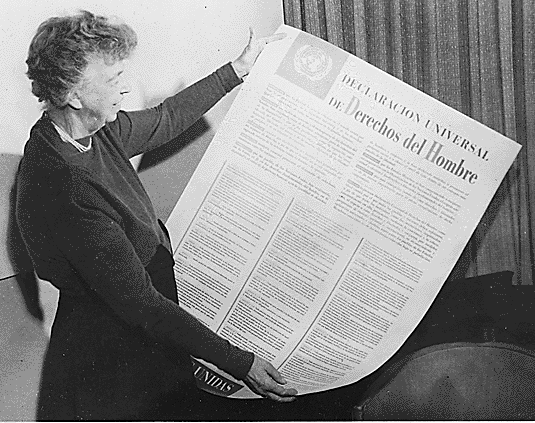
إليانور روزفلت وإعلان الأمم المتحدة العالمي لحقوق الإنسان في النص الإسباني ، عام 1949.

أول من اقترح تقسيم حقوق الإنسان إلى ثلاثة أجيال هو رجل القانون التشيكي كاريل فاساك في المعهد الدولي لحقوق الإنسان في ستراسبورغ. حيث استعمل فاساك المصطلح منذ نوفمبر 1977. وضعت نظريات فاساك جذورها في القانون الأروربي.
تقسيمه للحقوق يتبع شعارات الثورة الفرنسية الثلاثة: حرية ومساواة وإخاء. وقد انعكس تأثيرها على بعض مبادئ ميثاق الحقوق الأساسية للاتحاد الأوروبي. يحتوي الإعلان العالمي لحقوق الإنسان على حقوق من الجيل الثاني والجيل الأول، لكن الإعلان لا يميز بينها (الحقوق المنصوص عليها في الإعلان غير مرتبة بطريقة معينة).

## الجيل الأول من حقوق الإنسان
الجيل الأول من حقوق الإنسان، وغالبا ما تسمى بالحقوق «الزرقاء» تهتم بشكل رئيسي بقضايا الحرية والمشاركة السياسية. وهي مدنية وسياسية بطبيعتها، كما أنها تحمل نزعة فردانية قوية، وهي معنية بحماية الفرد من تجاوزات السلطة. يشمل الجيل الأول على حقوق من بينها: حرية التعبير والحق في محاكمة عادلة وحرية الأديان وحقوق التصويت. وهي حقوق ساعدت في تأسيسها وثيقة الحقوق في الولايات المتحدة الأمريكية بالإضافة لإعلان حقوق الإنسان والمواطن في فرنسا في القرن الثامن عشر، رغم أن حق المحاكمة العادلة له أصوله في وثيقة الماجنا كارتا في 1215 ووثائق الحقوق الإنجليزية. وقد تم اعتماد هذه الحقوق والاعتراف بها عالميا وإعطائها صيغة رسمية لأول مرة في القانون الدولي من خلال المواد 3 إلى 21 في الإعلان العالمي لحقوق الإنسان في 1948 ولاحقا في العهد الدولي الخاص بالحقوق المدنية والسياسية في 1966.

## الجيل الثاني من حقوق الإنسان
تتعلق حقوق الجيل الثاني بالمساواة وبدأ الاعتراف بها من الحكومات بعد الحرب العالمية الثانية. وهي حقوق اقتصادية واجتماعية وثقافية. وتعمل على ضمان ظروف ومعاملة متكافئة لفئات المجتمع المختلفة. وتشمل هذه الحقوق: حق الحصول على عمل، وحق الحصول على الرعاية الصحية والسكن، بالإضافة للضمان الاجتماعي وإعانات العاطلين. وقد تم تضمين حقوق الجيل الثاني أيضا في الإعلان العالمي لحقوق الإنسان في المواد 22 إلى 27، وأيضا في العهد الدولي الخاص بالحقوق الاقتصادية والاجتماعية والثقافية.
قام الرئيس الأمريكي فرانكلين روزفلت باقتراح وثيقة ثانية للحقوق لضمان كثير من حقوق الجيل الثاني أثناء خطبة حالة الاتحاد في 11 يناير 1944. اليوم تملك الكثير من الحكومات أو الدول أو الاتحادات عهود ملزمة قانونيا تضمن قائمة واسعة لحقوق الإنسان مثل الميثاق الاجتماعي الأوروبي.
قامت بعض الولايات الأمريكية بوضع قوانين لبعض هذه الحقوق الاقتصادية، ولاية نيويورك مثلا وضعت قوانين للتعليم المجاني، وحق المفاوضة الجماعية، وتعويض العمال في دستورها القانوني.
يطلق على هذه الحقوق أحيانا وصف الحقوق «الحمراء». وهي تفرض على الحكومة واجب احترامها ونشرها وتحقيقها، لكن هذا يعتمد على توفر الموارد. هذا الواجب مفروض على الحكومة لأنها تتحكم بمواردها ومقدراتها. لا أحد يملك حقا مباشرا بالسكن أو التعليم المجاني. (في جنوب أفريقيا مثلا، غير منصوص على حق السكن بالضبط، ولكن بالأحرى هو «حق الحصول على سكن مناسب» يتم تقييمه بشكل تدريجي (واجب الحكومة في توفير هذه الحقوق هو حق إيجابي).

## الجيل الثالث من حقوق الإنسان
الجيل الثالث من حقوق الإنسان يتخطى مجرد الحقوق المدنية والاجتماعية، وقد ذكرت هذه الحقوق في عدة وثائق تقدمية في القانون الدولي مثل إعلان ستوكهولم للبيئة في 1972 والصادر من مؤتمر الأمم المتحدة المعني بالبيئة البشرية، وإعلان ريو بشأن البيئة والتنمية في 1992 بالإضافة إلى وثائق أخرى طموحة ولكن غير ملزمة قانونيا.
لا يزال مصطلح «الجيل الثالث من حقوق الإنسان» غير رسمي إلى درجة كبيرة، ولهذا تنطوي تحته مجموعة واسعة من الحقوق، من ضمنها:
- حق المفاوضة الجماعية.
- حق تقرير المصير.
- حق التنمية الاجتماعية والاقتصادية.
- الحق في بيئة صحية.
- الحق في الموارد الطبيعية.
- الحق في الاتصال وحقوق التواصل.
- الحق في المشاركة في التراث الثقافي.
- الحق في الاستدامة والإنصاف بين الأجيال.

تملك بعض الدول آليات دستورية وقانونية لحماية لحماية حقوق الجيل الثالث. مثل: مفوّض نيوزيلندا البرلماني لشؤون البيئة، ومفوّض المجر البرلماني للأجيال القادمة، ولجنة البرلمان الفنلندي للمستقبل، وسابقا لجنة لأجيال القادمة في الكنيست الإسرائيلي.
تخصص بعض المنظمات الدولية مكاتب لحماية هذه الحقوق. مثل المفوّض السامي لشؤون الأقليات القومية التابع لمنظمة الأمن والتعاون في أوروبا.
بعض السلطات سنت قوانين لحماية البيئة، مثل مادة «برية للأبد» من دستور ولاية نيويورك، والتي يقوم بتنفيذها مدعي عام الولاية أو أي مواطن بالنيابة بشرط حصوله على موافقة محكمة الاستئناف.
تسمى هذه الحقوق أحيانا بالحقوق الخضراء.

## انتقادات
يرى الفيلسوف وأستاذ العلوم السياسية موريس كرانستون أن مبدأ الندرة الاقتصادي يعني أن الجيل الثاني والثالث من الحقوق ليست حقوقا على الإطلاق.. إن كان لشخص ما حق، فعلى الأخرين واجب باحترام هذا الحق، لكن الحكومات تنقصها الموارد الكافية لتلبية هذا الواجب الذي تنطوي عليه حقوق الجيل الثاني والثالث.
بينما يرى أستاذ الدراسات الحكومية تشارليز كيسلر أن حقوق الجيل الثاني والثالث قد تستعمل كمحاولة للتستر على أهداف سياسية، وبينما يتفق الأكثرية حول هذه الأهداف السياسية، إلا أن وضعها في سياق لغة حقوقية يعطي هذه الأهداف دلالات غير مناسبة. في رأيه، فإن تسمية هذه المزايا الاجتماعية الاقتصادية بـ «الحقوق» يخلق مباشرة «واجبات» للقيام بهذه الحقوق، وبالتالي فسيتم إرغام مواطنين آخرين لتقديم تنازلات من أجل تلبية هذه الحقوق الجديدة. كما أوضح أيضا أنه في الولايات المتحدة الأمريكية، خلقت هذه الحقوق الجديدة «تأميما» لعملية صنع القرار على المستوى الفيدرالي في انتهاك لمفهوم الفيدرالية.
يرى د. باول راي في كتابه الاستبداد اللين، انحراف الديموقراطية أن التركيز على الحقوق القائمة على المساواة يؤدي إلى التخلي عن الحقوق المدنية الأساسية لصالح حكومة دائمة التوسع، وغير قادرة على تلبية متطلبات مواطنيها إلا بانتزاع المزيد من الحقوق.
لخص الفيلسوف فردريك باستيا في القرن التاسع عشر هذ التضارب بين الحقوق السلبية والإيجابية بقوله:
"كتب لي دي لامارتاين يوما: "مذهبك هو فقط نصف منهجي أنا، فأنت توقفت بعد "الحرية"، بينما أنا أكملت إلى "الإخاء" فرددت عليه: "النصف الثاني من منهجك سوف يدمر النصف الأول". بل إنه من المستحيل بالنسبة لي أن أفصل كلمة "إخاء" عن كلمة "طوعي"، من المستحيل بالنسبة لي أن أتصور أن القانون سيفرض الإخاء بدون أن يدمر الحرية ويدوس على العدالة بالأقدام."
يرى عالم الاقتصاد والمنظر السياسي فريدريش فون هايك أن مفهوم الجيل الثاني «للعدالة الاجتماعية» لا يمكن أن يكون له أي معنى عملي سياسي:
«لا يمكن لوضع مثل هذا (العدالة الاجتماعية) أن يكون عادلا أو غير عادل إلا عندما نفترض أن شخصا ما مسؤول عن تحقيق هذا الوضع... فلنأخذ على سبيل المثال سوقا حرة وعفوية، حيث الأسعار هي التي تحدد قرارات الناس، وليس لرغباتهم أو ما يستحقونه أي ثقل في العملية. السوق هنا يخلق عملية توزيع لم يقم أحد بتصميمها، وأي عملية لم يقم أحد بتصميمها لا يمكن القول عنها بأنها عادلة أو غير عادلة. فكرة أن الأمور يجب أن تصمم بطريقة تجعلها عادلة تعني حقيقة أننا يجب أن نترك السوق الحر ونتبنى بدلا عنه اقتصاداً مخططاً بالكامل، حيث يقرر فيه شخص ما مقدار ما يجب أن يمتلكه الباقون، وهذا بالطبع سيكون على حساب القضاء التام على الحرية الشخصية».
كتب جيريمي وولدرين أستاذ القانون في جامعة نيويورك ردا على منتقدي الجيل الثاني من الحقوق:
«على أية حال، الحجة التي تبرر حقوق الجيل الثاني لم يكن يفترض بها أبدا أن تكون مسألة تحليل منطقي للمفاهيم، بل هي ما يلي: إن كان المرء مهتما فعلا بتأمين الحرية المدنية والسياسية لفرد ما، فيجب إذن أن يكون مهتما أيضا بالظروف الحياتية لهذا الفرد والتي ستمكنه من الاستمتاع وممارسة حريته، لماذا بحق السماء سيكون من المجدي الدفاع عن حرية هذا الفرد (لنقل للاختيار بين أ وب) إذا كان هذا الفرد سيُترك في حالة يكون فيها الاختيار بين أ وب لا معنى له أو غير مجدي ولا يؤثر في حياته؟»
رد الاشتراكي المجري وعالم الاقتصاد السياسي كارل بولاني في كتابه التحول الكبير على حجة هايك، حيث يرى بولاني أن السوق الحر غير المنظم يؤدي إلى تركز اقتصادي قمعي يشارك في الحكم ويتسبب في تدهور الحقوق المدنية.
اعترض المؤتمر العالمي لحقوق الإنسان على التمييز بين الحقوق المدنية والسياسية (الحقوق السلبية) والحقوق الاقتصادية والاجتماعية والثقافية (الحقوق الإيجابية)، وأدى ذلك إلى إعلان وبرنامج عمل فيينا الذي أعلن أن «جميع حقوق الإنسان عالمية وغير قابلة للتجزئة، ومترابطة ومتشابكة».